# نايجل ستوك
نايجل ستوك (بالإنجليزية: Nigel Stock)‏ هو سياسي بريطاني، ولد في 29 يناير 1950 في نيوكاسل أبون تاين في المملكة المتحدة.

## مناصب
- انتخب Bishop for the Falkland Islands ‏ (9 يوليو 2014 – ).
- انتخب أسقف القوات المسلحة البريطانية [الإنجليزية]‏ (9 يوليو 2014 – ).
- انتخب Bishop to the Archbishops of Canterbury and York [الإنجليزية]‏ (2013 – ).
- انتخب أسقف إدموندسبري وإيبسويتش [الإنجليزية]‏ (22 أكتوبر 2007 – 2013).
- انتخب Bishop of Stockport [الإنجليزية]‏ ( – 22 أكتوبر 2007).